# Ford CVH
Ford CVH — рядный четырёхцилиндровый автомобильный двигатель внутреннего сгорания производства Ford Motor Company. Впервые был представлен в 1980 году на третьем поколении европейского Ford Escort и в 1981 году на североамериканском Ford Escort. Для Северной Америки двигатели семейства CVH выпускались в Дирборне, а для Европы и Великобритании — в Бридженде.
Объём CVH варьировался от 1,1 до 2,0 л, причём 1,1-литровый двигатель выпускался в Континентальной Европе, а 2,0-литровый — в Северной Америке.

## 1.1
- Объём: 1,1 л (1117 см3)[9]
- Диаметр цилиндра: 74 мм
- Ход поршня: 65 мм

## 1.3
- Объём: 1,3 л (1296 см3)[10]
- Диаметр цилиндра: 80 мм
- Ход поршня: 64,5 мм

## 1.4
- Объём: 1,4 л (1392 см3)[11]
- Диаметр цилиндра: 77,2 мм
- Ход поршня: 74,3 мм
- Мощность: 56 кВт (75 л. с.)

### CVH-PTE
CVH-PTE является пересмотренной версией CVH объёмом 1,4 л, впервые представленной в 1994 году на Ford Fiesta 1.4 Si и Ford Escort. Он оснащён многоточечным впрыском и более толстым картером для снижения жесткости на высоких оборотах. В течение 1990-х годов от него постепенно отказывались в пользу более нового 16-клапанного агрегата Zetec.

## 1.6
- Объём: 1,6 л (1596 см3)[14]
- Диаметр цилиндра: 80 мм
- Ход поршня: 79,5 мм
- Мощность: 48—86 кВт (65—115 л. с.)
- Крутящий момент: 115 Н⋅м

## 1.6 Turbo
- Объём: 1,6 л (1596 см3)
- Мощность: 89—90 кВт (120—132 л. с.) при 6000 об/мин
- Крутящий момент: 180 Н⋅м при 3000 об/мин

## 1.8
- Объём: 1,8 л (1769 см3)[15]
- Диаметр цилиндра: 80 мм
- Ход поршня: 88 мм

## 1.9
- Объём: 1,9 л (1859 см3)[16]
- Диаметр цилиндра: 82 мм
- Ход поршня: 88 мм
- Мощность: 64—81 кВт (86—108 л. с.)
- Крутящий момент: 136—155 Н⋅м

## 2.0
- Объём: 2,0 л (1988 см3)[17]
- Мощность: 82 кВт (110 л. с.)
- Крутящий момент: 169 Н⋅м